# Helen Walton
Kemper Helen Robson Walton (Claremore, Oklahoma; 3 de diciembre de 1919-Bentonville, Arkansas; 19 de abril de 2007) fue la esposa del fundador de Wal-Mart, Sam Walton. Fue la undécima más rica de América y en un momento la mujer más rica del mundo. Helen murió con un valor neto estimado de 16,4 mil millones dólares, que pasará a la caridad en los próximos años.
Helen fue la mejor alumna de su clase de escuela media en Claremore, Oklahoma y graduada por la Universidad de Oklahoma en Norman, con un título en negocios. Era hija de L.S. Robson, un banquero próspero y ranchero. Ella y Sam se casaron 14 de febrero de 1943.
La actividad filantrópica de Helen se centró en la educación, las artes,la familia y los niños. También fue muy activa a nivel local y nacional en la Iglesia Presbiteriana.

## Logros en el área filantrópica
- Se desempeñó como presidenta de la Fundación de la Familia Walton, cuando en 2002 se hizo una donación de US $ 300 millones a la Universidad de Arkansas, el regalo más grande jamás realizada en una universidad pública de los Estados Unidos. Este regalo seguido una primera donación de US $ 50 millones para la Fundación de la Universidad Sam M. Walton Escuela de Negocios.
- El establecimiento de "Walton Scholars" programa de becas para los hijos de los asociados de Wal-Mart. Este programa ofrece becas a 150 niños anualmente.
- Junto con Sam Walton, condujo el desarrollo de un programa para traer a estudiantes de América Central a tres universidades privadas de Arkansas para estudiar, con un énfasis en la democracia y la libre empresa. Alrededor de 1000 estudiantes han participado en este programa desde 1985, y han vuelto o volverán a sus países de origen después de obtener sus títulos para que puedan aplicar sus conocimientos y experiencia allí.
- Se desempeñó como defensora líder del Centro de Artes Walton en Fayetteville, Arkansas.
- En 1982, ayudó a desarrollar el cuidado de niños desamparados, sin fines de lucro y un centro de desarrollo para los niños de padres que trabajan en el noroeste de Arkansas. El centro fue renombrado en su honor en 1985.
- Era seguidora de tiempo principal y financiera a largo de la University of the Ozarks en Clarksville, Arkansas, y también se desempeñó como presidenta de la Junta de Síndicos de la Universidad y sirvió como presidenta honoraria de por vida desde 1984.

## Últimos años
En 1997, Helen aceptó, en nombre de su familia el Premio Nacional de Patriota de la Medalla de Honor del Congreso Sociedad. Así representó la primera vez en la historia de la Sociedad de que el premio fue entregado a una familia.
Helen Walton fue precedida en la muerte por su hijo, John, y dejó tres hijos; , además ocho nietos y cuatro bisnietos.
Sam Walton, quien murió en 1992, dejó su propiedad en las tiendas Wal-Mart a su esposa y sus cuatro hijos, Rob, John (fallecido en 2005), Jim y Alice. Rob Walton preside el Consejo de Administración de Wal-Mart, en la que John sirvió hasta su muerte. Los otros no están directamente involucrados en la empresa, sino por su poder de voto como accionistas.
Walton murió de insuficiencia cardíaca el jueves 19 de abril de 2007.